# (38712) 2000 QP103
2000 QP103 (asteroide 38712) é um asteroide da cintura principal. Possui uma excentricidade de 0.09716460 e uma inclinação de 4.52143º.
Este asteroide foi descoberto no dia 28 de agosto de 2000 por LINEAR em Socorro.